# イングリート・オストラー
イングリート・オストラー（ドイツ語: Ingrid Ostler、1948年4月8日 - ）は、オーストリア、ウィーン出身のフィギュアスケート選手（女子シングル）。1964年インスブルックオリンピックオーストリア代表。

## 主な戦績
| 大会/年      | 1962-63 | 1963-64 |
| ------------ | ------- | ------- |
| オリンピック |         | 20      |
| 世界選手権   | 12      |         |
| 欧州選手権   | 8       | 9       |